# Magiczne pióro (album)
Magiczne pióro – drugi studyjny album poznańskiego rapera RY23, który został wydany 17 marca 2012 roku, nakładem wytwórni Szpadyzor Records. Płytę promowały dwa teledyski: "Wola walki" i "Biznes" z gościnnym udziałem Kroolika Underwood.

## Lista utworów
1. "Magiczne pióro" (produkcja: Pantomas)
2. "24h" (produkcja: Elshiwo)
3. "Arsenał" (produkcja: PTK Beatz)
4. "U Mnie na dzielni" (produkcja: PTK Beatz, gościnnie: Buczer, Rafi)
5. "Jestem graczem" (produkcja: PTK Beatz, gościnnie: Rudi)
6. "W twoich rękach" (produkcja: Donatan, gościnnie: Kroolik Underwood)
7. "Niewolnicy miasta" (produkcja: Radonis, gościnnie: Slums Attack, scratche: DJ Decks)
8. "Tu" (produkcja: Donatan, gościnnie: Cleo)
9. "Niezniszczalny"(produkcja: PTK Beatz, gościnnie: Galon, Kowall, Lont, scratche: DJ Soina)
10. "Jeśli chcesz" (produkcja: RuDy)
11. "Trzeba" (produkcja: PTK Beatz)
12. "Tres Amigos" (produkcja: RY23, gościnnie: Jeune Ras, Shellerini, scratche: DJ Soina)
13. "Strach na wróble" (produkcja: PTK Beatz)
14. "Biznes" (produkcja: PTK Beatz, gościnnie: Kroolik Underwood)
15. "Jestem zwycięzcą" (produkcja: Wild West Productions)
16. "My robimy to w ten sposób" (produkcja: Snake, gościnnie: eDizz, SzArD, Rudi)
17. "200 Km/h" (produkcja, scratche: RX)
18. "Wola walki" (produkcja: Daemo)